# Creston (Iowa)
Creston város az USA Iowa államában, Union megyében, melynek megyeszékhelye is. Lakosainak száma 7536 fő (2020. április 1.).

## Közlekedés

### Vasút
A települést napi egy pár California Zephyr néven futó Amtrak távolsági vonatjárat érinti.

## Népesség
A település népességének változása:
| Lakosok száma | 411  | 7597 | 7834 | 7536 |
|               | 1870 | 2000 | 2010 | 2020 |